# Удай Сингх I
Удай Сингх I, он же Удайкаран или Уда (хинди उदयसिंह प्रथम; ? — 1473) — шестой махарана раджпутского княжества Мевар (1468—1473), сын Раны Кумбхи.

## Биография
Удай Сингх убил своего отца, Рану Кумбху, в 1468 году и с тех пор стал известен как Хатьяра (Убийца). Сам Удай умер в 1473 году, иногда причиной смерти называют удар молнии, но более вероятно, что его убил его собственный брат Рана Раймал, чтобы отомстить за смерть их отца, Раны Кумбхи.
Рассказ о смерти от молнии упоминается в хронике Мевара «Вир Винод» Кави Шьямалдаса, которую Джеймс Тод ошибочно принял за рассказ о султане Дели, а не о Гийас-шаха, султане Малвы. Именно Гийас-шах согласился оказать помощь Удай Сингху, а взамен Удай Сингх согласился выдать за него замуж свою дочь. Предлагаемый брачный союз, направленный на установление дружественных отношений между двумя государствами. Но судьба распорядилась иначе. В Рану Удай Сингха ударила молния, когда он возвращался в свой лагерь после завершения переговоров, и, таким образом, весь план провалился, и брак не состоялся. Сураджмал и Сахасмал, однако, остались при дворе султана Малвы и продолжали оказывать давление на султана, чтобы тот помог им вернуть свое наследство. Султан Гийас-шах, наконец, согласился помочь им и со своими войсками двинулся на Читтор.